# 北波希米亞人.cz
北波希米亞人.cz（捷克語：Severočeši.cz）是捷克的一个地區主義政黨，主要活動在北波希米亞的烏斯季州。
該黨在2010年捷克參議院選舉中拿下2席。

## 外部連結
- 官方網站（页面存档备份，存于）